# Liste der Monuments historiques in Nant-le-Grand
Die Liste der Monuments historiques in Nant-le-Grand führt die Monuments historiques in der französischen Gemeinde Nant-le-Grand auf.

## Liste der Immobilien
| Bezeichnung                   | Beschreibung                                           | Standort                      | Kennzeichnung | Schutzstatus | Datum | Bild |
| ----------------------------- | ------------------------------------------------------ | ----------------------------- | ------------- | ------------ | ----- | ---- |
| Menhir auf dem Champ l’Écuyer | aus der Jungsteinzeit                                  | westlich des Ortes (Lage)     | PA00106597    | Classé       | 1924  |      |
| Menhir La Queue               | aus der Jungsteinzeit; auch auf dem Gebiet von Tannois | nordwestlich des Ortes (Lage) | PA55000027    | Inscrit      | 2000  |      |
| Menhir La Pierre l’Ogre       | aus der Jungsteinzeit                                  | nordwestlich des Ortes (Lage) | PA00106596    | Classé       | 1924  |      |
| Menhir La Chèvre              | aus der Jungsteinzeit; auch auf dem Gebiet von Tannois | nordwestlich des Ortes (Lage) | PA55000028    | Inscrit      | 2000  |      |

## Liste der Objekte
| Bezeichnung                | Beschreibung                           | Standort                       | Kennzeichnung | Schutzstatus | Datum | Bild |
| -------------------------- | -------------------------------------- | ------------------------------ | ------------- | ------------ | ----- | ---- |
| Skulptur Madonna mit Kind  | Stein, farbig gefasst, 18. Jahrhundert | in der Kirche St-Armand (Lage) | PM55002152    | Inscrit      | 1979  |      |
| Gemälde Heilige Familie    | Ölfarbe auf Leinwand, Holzrahmen, 1714 | in der Kirche St-Armand (Lage) | PM55002158    | Inscrit      | 1992  |      |
| Skulptur Heiliger Hubertus | Stein, farbig gefasst, 18. Jahrhundert | in der Kirche St-Armand (Lage) | PM55002154    | Inscrit      | 1979  |      |
| Skulptur Paulus            | Stein, farbig gefasst, 18. Jahrhundert | in der Kirche St-Armand (Lage) | PM55002156    | Inscrit      | 1979  |      |
| Büste eines Bischofs       | Holz, farbig gefasst, 18. Jahrhundert  | in der Kirche St-Armand (Lage) | PM55002157    | Inscrit      | 1979  |      |
| Skulptur Heiliger Nikolaus | Stein, farbig gefasst, 18. Jahrhundert | in der Kirche St-Armand (Lage) | PM55002153    | Inscrit      | 1979  |      |
| Skulptur Petrus            | Stein, farbig gefasst, 18. Jahrhundert | in der Kirche St-Armand (Lage) | PM55002155    | Inscrit      | 1979  |      |